# Totorses
Tiberio Julio Totorses (en griego: Ἰούλιος Θοθωρσης : Ἰούλιος Θοθωρσης) fue un rey de Bósforo que reinó aproximadamente de 279/285 a 308.

## Origen
Totorses lleva un nombre persa y tal vez el gentilicio latino «Tiberio Julio», según Christian Settipani, que emite la hipótesis que fuera un hijo de Rescuporis IV y el sucesor de su tío Tiberio Julio Tiranes.

## Reinado
Totorses es contemporáneo del emperador Diocleciano. El primer año de sus emisiones monetarias (279) corresponde con la última de Tiranes, su predecesor, y la última con la primera de su sucesor Radamsades. Durante su largo reinado de una treintena de años, la emisión monetaria se prosigue de modo constante entre los años 575 a 604 de la era del Ponto utilizada en el Reino del Bósforo. Estas piezas, con la leyenda « BACIΛEΩC ΘОΘΩPCOY », representan al anverso el busto diademado de Totorses con vista a la derecha de tres cuartos hacia delante y, delante de la cara, un monograma, y al dorso el busto radiado, cubierto y acorazado de Diocleciano visto de tres cuartos hacia delante, e igualmente con un monograma delante del rostro.

## Posteridad
La posteridad de Totorses es objeto de varias hipótesis. Christian Settipani le atribuye los hijos siguientes:
- Radamsades
- Anna o Nana, esposa de Mirvan III de Iberia, sobre la base de la identificación del nombre « Totorses » con el de « Oulitorh », que lleva el padre de la princesa según las Crónicas georgianas[3]
- Rescuporis V, quien pudiera ser hijo de Sauromates IV.[4]